# エブリマ・トゥンカラ
エブリマ・トゥンカラ・ヤタベレ（Ebrima Tunkara Yataberreh, 2010年3月10日 - ）は、スペインのサッカー選手。ガンビアの中流地方出身。FCバルセロナのユースアカデミー所属。ポジションはミッドフィールダー。

## 経歴
ガンビアで生まれ、2017年にスペインのサルダニョーラ・ダル・バリェスへ移住した。
2018年からFCバルセロナのユースアカデミーに加入した。

## 代表歴
2023年9月にU-15スペイン代表に初選出され、親善試合のトーナメントに出場した。
2024年にはU-16スペイン代表に選出された。